# Imidoylchloridy

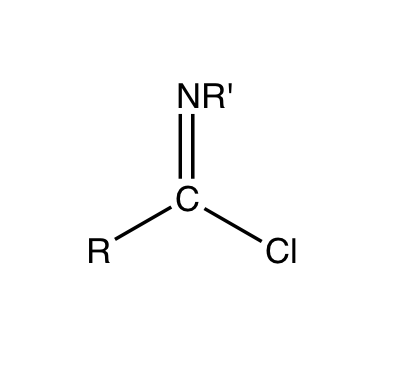
Imidoylchloridová funkční skupina

Imidoylchloridy jsou organické sloučeniny, jejichž molekuly obsahují funkční skupiny s obecným vzorcem RC(NR')Cl, přičemž mezi R'N a uhlíkatým centrem je dvojná vazba. Jedná se o analogy acylchloridů. Imidoylchloridy se vyznačují vysokou reaktivitou a obvykle se objevují jako meziprodukty různých syntetických postupů. K reakcím, při kterých se tvoří imidoylchloridy, patří Gattermannova syntéza aldehydů, Houbenova-Hoeschova syntéza ketonů a Beckmannův přesmyk. Svými chemickými vlastnostmi se podobají enaminům. Mnoho chlorovaných N-heterocyklických sloučenin, jako například 2-chlorpyridin a 2, 4, a 6-chlorpyrimidiny, formálně patří mezi imidoylchloridy.

## Příprava a vlastnosti

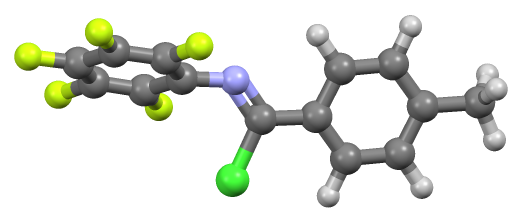
Struktura imidoylchloridu C_{6}F_{5}N=C(Cl)C_{6}H_{4}-4-Me (žlutá = F, zelená = Cl; fialová = N)

Imidoylhalogenidy se připravují reakcemi amidů s halogenačními činidly. Na výsledek reakce má velký vliv struktura amidu. Imidoylchlorid je možné získat z monosubstituovaného amidu a fosgenu:
RC(O)NHR’ + COCl2 → RC(NR’)Cl + HCl + CO2
Lze také použít thionylchlorid.
Imidoylchloridy jsou obvykle bezbarvé kapaliny s nízkými teplotami tání citlivé na teplo a vlhkost. V jejich infračervených spektrech se nacházejí νC=N pásy mezi 1650 a 1689 cm−1. I když mohou mít syn- i anti-izomery, tak většinou zaujímají anti konfiguraci.

### Reaktivita
Imidoylchloridy reagují s vodou, sulfanem, aminy a halogenovodíky. S vodou vytvářejí příslušné amidy:
RC(NR’)Cl + H2O → RCONHR’ + HCl
Alifatické imidoylchloridy jsou k hydrolýze náchylnější než arylové. Rychlost reakce snižují substituenty odtahující elektrony.
Reakcemi imidoylchloridů se sulfanem vznikají thioamidy:
RC(NR’)Cl + H2S → RC(S)NHR’ + HCl
Reakcemi s aminy se tvoří amidiny.
RC(NR’)Cl + 2R”NH2 → RC(NR’)NHR” + R”NH3Cl
Pokud jsou skupiny R' a R" odlišné, mohou vznikat dva různé izomery.
Zahříváním imidoylchloridů dochází k jejich dehydrohalogenaci na nitrily:
RC(NR’)Cl → RC≡N + R’Cl
Působením halogenovodíků, například HCl, na imidoylchloridy se vytváří iminiumhalogenidové kationty:
RC(NR’)Cl + HCl → [RC(NHR’)Cl]+Cl−

## Využití
Imidoylchloridy slouží jako meziprodukty při syntéze některých organických sloučenin, jako jsou karboximidáty, thioimidáty, amidiny a imidoylkyanidy. Při těchto syntézách dochází k nahrazení chloridu jinými funkčními skupinami, například alkoholovými, thiolovými, aminovými či kyanátovými. Imidoylchloridy mohou také vstupovat do Friedelových–Craftsových reakcí, kde slouží k navázání iminových skupin na aromatické substráty. Pokud jsou na dusíkový atom imidoylchloridu navázány dva substituenty, tak je vzniklý chloriminiový ion náchylný k reakcím s aromatickými kruhy i za nepřítomnosti Lewisovy kyseliny; tato reakce se nazývá Vilsmeierova–Haackova reakce, chloriminiové ionty bývají označovány jako Vilsmeierova činidla.
Po navázání iminiového iontu může být vzniklá funkční skupina hydrolyzována na karbonylovou za účelem dalších reakcí. Vilsmeierova-Haackova reakce je tak užitečným nástrojem k přidávání funkčních skupin na aromatické kruhy obsahující skupiny odtahující elektrony, jež ztěžují provedení Friedelovy-Craftsovy reakce.
Imidoylchloridy lze snadno halogenovat na α uhlíku. Reakce imidoylchloridů s halogenovodíky mívají za následky nahrazení všech α vodíků halogenidy. Tento postup je vhodný k halogenaci mnoha různých sloučenin. Imidoylchloridy lze též použít k vytváření peptidových vazeb tvorbou amidinů a jejich hydrolýzou na amidy. Takto je možné získat syntetické proteiny.
Imidoylchloridy se obtížně skladují. Snadno reagují s vodou, v důsledku čehož je jejich izolace, stejně jako dlouhodobé skladování, náročná. Navíc u nich při vyšších teplotách dochází, pokud molekuly obsahují skupiny CH, k autokondenzačním reakcím. Při ještě vyšších teplotách může nastat odštěpení chloru, vedoucí ke vzniku nitrilu. Z těchto důvodů se imidoylchloridy obvykle připravují těsně před použitím. Jako stabilnější, a tedy lépe využitelné, meziprodukty byly navrženy například imidoylbenzotriazoly.